# Ben Attal
Ben Attal (* 6. Juni 1997 in Paris) ist ein französischer Filmschauspieler.

## Leben
Ben Attal wurde als Sohn von Charlotte Gainsbourg und Yvan Attal geboren. Ohne seine Schulausbildung abgeschlossen zu haben, verließ er Paris im Alter von 16 Jahren, lebte eine Zeitlang in England und arbeitete dort als Koch. Zurück in Paris absolvierte er eine Kochlehre bei Joël Robuchon. Seine Ausbildung als Koch beendete er 2019 mit einem Diplom der École Supérieure de Cuisine Française – Ferrandi.
Ben Attal hat seit seiner frühen Kindheit an der Seite seiner Eltern in Filmen mitgespielt. Seinen ersten Filmauftritt hatte er als Kleinkind in Yvan Attals Regiedebüt Meine Frau die Schauspielerin. Drei Jahre später stand er erneut vor der Kamera in dem Film Ils se marièrent et eurent beaucoup d’enfants. 2017 spielte er eine Nebenrolle in Yvan Attals Film Die brillante Mademoiselle Neïla. 2021 hatte er seine erste Hauptrolle in Attals Film Les choses humaines, in dem er an der Seite  seiner Mutter Charlotte Gainsbourg einen jungen Mann spielt, der wegen Vergewaltigung vor Gericht gestellt wird. Im folgenden Jahr hatte er neben Fanny Ardant eine Hauptrolle in der Filmkomödie Les Rois de la piste. 
Ben Attal ist seit 2023 mit der Modeagentin Jordane Crantell verheiratet.

## Filmografie
- 2001: Meine Frau, die Schauspielerin (Ma femme est une actrice)
- 2004: Happy End mit Hindernissen (Ils se marièrent et eurent beaucoup d’enfants)
- 2016: The Jews (Ils sont partout)
- 2017: Die brillante Mademoiselle Neïla (Brio)
- 2020: Der Hund bleibt (Mon chien Stupide)
- 2021: Une jeune fille qui va bien
- 2021: Menschliche Dinge (Les choses humaines)
- 2023: Les rois de la piste
- 2023: Fairyland